# 밤색노랑박쥐
밤색노랑박쥐(Scotophilus nux)는 애기박쥐과에 속하는 박쥐의 일종이다. 카메룬과 콩고민주공화국, 코트디부아르, 적도기니, 가나, 케냐, 라이베리아, 나이지리아, 르완다, 시에라리온, 우간다에서 발견된다. 아열대 또는 열대 기후 지역의 습윤 저지대 숲에서 서식한다.